# Indianapolis 500 2023
Das Indianapolis 500 2023 (offiziell 107th Running of the Indianapolis 500 presented by Gainbridge) auf dem Indianapolis Motor Speedway, fand am 28. Mai 2023 statt und ging über eine Distanz von 200 Runden à 4,023 km, was einer Gesamtdistanz von 804,672 km entspricht.

## Meldeliste
Die offizielle Teilnehmerliste für das Indianapolis Rennen 2023 wurde am 15. Mai veröffentlicht. Der viermalige Sieger Hélio Castroneves qualifizierte sich zum 23. Mal für das Rennen. Der Indy-Sieger von 2013 und IndyCar Series 2004 Meister Tony Kanaan gab seinen Rücktritt bekannt für nach dem Rennen. Chevrolet und Honda angetriebene Fahrzeuge stellten jeweils 17 Teilnehmer, die alle mit einem eigens für dieses Rennen hergestellten Dallara-IR18-Chassis ausgestattet waren. Alle Teams starteten mit Reifen von Firestone.

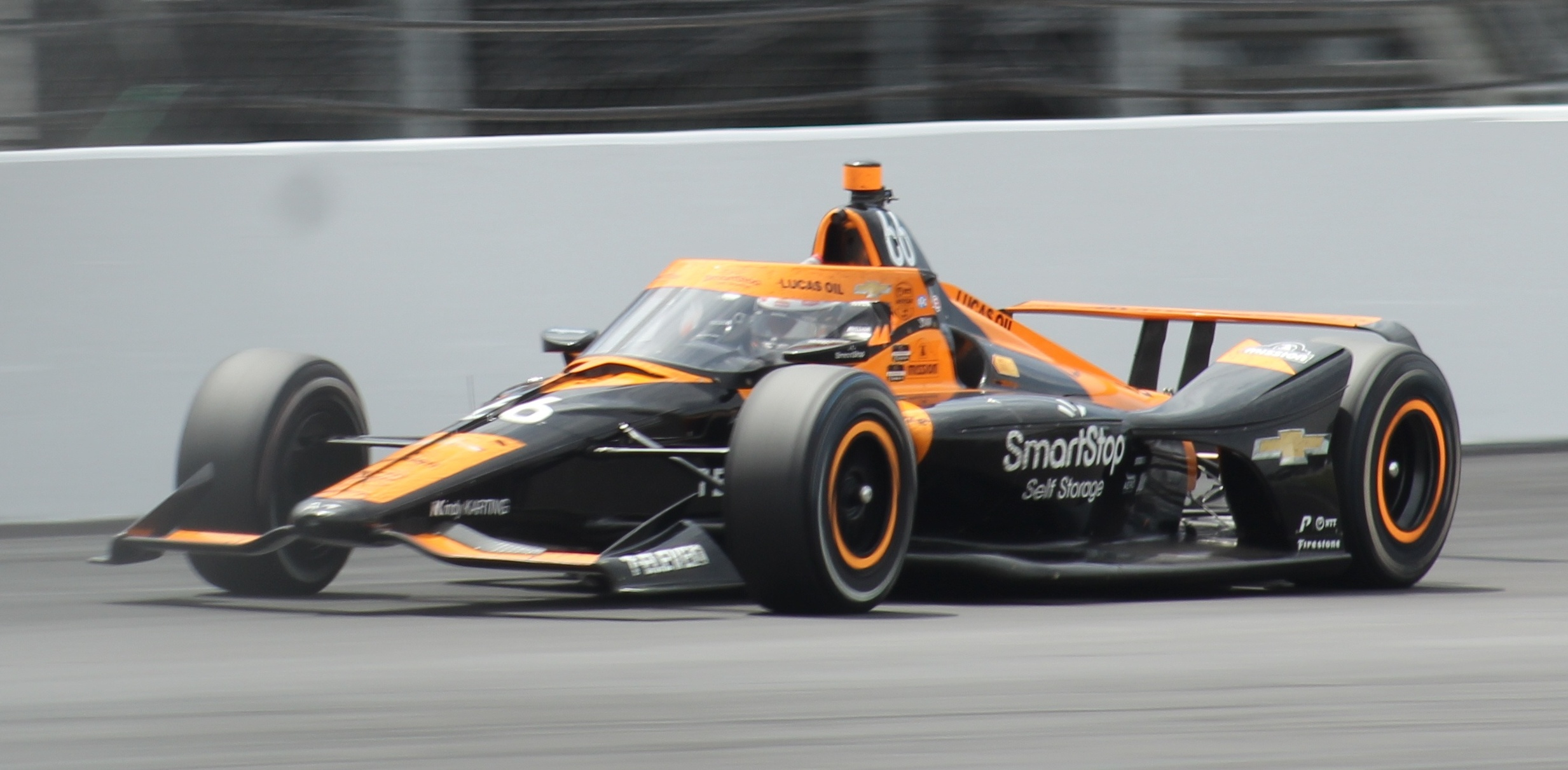
Tony Kanaan im Arrow McLaren SP

| Startnummer | Fahrer                | Team                                                       | Motor     |
| ----------- | --------------------- | ---------------------------------------------------------- | --------- |
| 2           | Josef Newgarden       | Team Penske                                                | Chevrolet |
| 3           | Scott McLaughlin      | Team Penske                                                | Chevrolet |
| 5           | Pato O’Ward           | Arrow McLaren SP                                           | Chevrolet |
| 6           | Felix Rosenqvist      | Arrow McLaren SP                                           | Chevrolet |
| 06          | Hélio Castroneves (W) | Meyer Shank Racing                                         | Honda     |
| 7           | Alexander Rossi (W)   | Arrow McLaren SP                                           | Chevrolet |
| 8           | Marcus Ericsson (W)   | Chip Ganassi Racing                                        | Honda     |
| 9           | Scott Dixon (W)       | Chip Ganassi Racing                                        | Honda     |
| 10          | Alex Palou            | Chip Ganassi Racing                                        | Honda     |
| 11          | Takuma Satō (W)       | Chip Ganassi Racing                                        | Honda     |
| 12          | Will Power (W)        | Team Penske                                                | Chevrolet |
| 14          | Santino Ferrucci      | A. J. Foyt Enterprises                                     | Chevrolet |
| 15          | Graham Rahal          | Rahal Letterman Lanigan Racing                             | Honda     |
| 18          | David Malukas         | Dale Coyne Racing / HMD Motorsports                        | Honda     |
| 20          | Conor Daly            | Ed Carpenter Racing                                        | Chevrolet |
| 21          | Rinus VeeKay          | Ed Carpenter Racing                                        | Chevrolet |
| 23          | Ryan Hunter-Reay (W)  | Dreyer & Reinbold Racing                                   | Chevrolet |
| 24          | Stefan Wilson         | Dreyer & Reinbold Racing / Cusick Motorsports              | Chevrolet |
| 26          | Colton Herta          | Andretti Autosport / Curb-Agajanian                        | Honda     |
| 27          | Kyle Kirkwood         | Andretti Autosport                                         | Honda     |
| 28          | Romain Grosjean       | Andretti Autosport                                         | Honda     |
| 29          | Devlin DeFrancesco    | Andretti Steinbrenner Autosport                            | Honda     |
| 30          | Jack Harvey           | Rahal Letterman Lanigan Racing                             | Honda     |
| 33          | Ed Carpenter          | Ed Carpenter Racing                                        | Chevrolet |
| 44          | Katherine Legge       | Rahal Letterman Lanigan Racing                             | Honda     |
| 45          | Christian Lundgaard   | Rahal Letterman Lanigan Racing                             | Honda     |
| 50          | R. C. Enerson (R)     | Abel Motorsports                                           | Chevrolet |
| 51          | Sting Ray Robb (R)    | Dale Coyne Racing / Rick Ware Racing                       | Honda     |
| 55          | Benjamin Pedersen (R) | A. J. Foyt Enterprises                                     | Chevrolet |
| 60          | Simon Pagenaud (W)    | Meyer Shank Racing                                         | Honda     |
| 66          | Tony Kanaan (W)       | Arrow McLaren SP                                           | Chevrolet |
| 77          | Callum Ilott          | Juncos Hollinger Racing                                    | Chevrolet |
| 78          | Agustín Canapino (R)  | Juncos Hollinger Racing                                    | Chevrolet |
| 98          | Marco Andretti        | Andretti Herta Autosport / Marco Andretti & Curb-Agajanian | Honda     |

(W)=Rennen früher schon einmal gewonnen | (R)=Rookie (erste Teilnahme)

## Testtage

### 20. / 21. April: Rookie-Orientierungstest und Freies Training

Das Indianapolis Oval

Der Rookie-Orientierungstest besteht aus drei Phasen. In der ersten Phase mussten die Fahrer zehn Runden mit einer Geschwindigkeit von 330 bis 338 km/h (205 bis 210 mph) absolvieren und dabei eine zufriedenstellende Kontrolle über das Fahrzeug, eine saubere Ideallinie und sichere Interaktionen mit anderen Fahrzeugen auf der Rennstrecke beweisen. Die Runden mussten nicht aufeinanderfolgend sein. In der zweiten Phase mussten die Fahrer fünfzehn Runden mit Geschwindigkeiten zwischen 338 und 346 km/h (210 bis 215 mph) und in der dritten Phase fünfzehn Runden mit Geschwindigkeiten über 346 km/h (215 mph) absolvieren. Alle Rookies haben den Orientierungstest bestanden.
Bei 29 Grad Celsius, bewölktem, windigen und teils regnerischem Wetter wurden die Anfangszeiten und die Sitzungslängen bei Bedarf angepasst. Am Ende des Tests war Josef Newgarden (Team Penske) mit 366,425 km/h der Schnellste. Der geplante zweite Testtag konnte wegen Regens nicht stattfinden.
| Pos. | Nr. | Fahrer          | Team                | Motor     | ø mph 1 Rd. | ø km/h 1 Rd. |
| ---- | --- | --------------- | ------------------- | --------- | ----------- | ------------ |
| 1    | 2   | Josef Newgarden | Team Penske         | Chevrolet | 227,686     | 366,425      |
| 2    | 20  | Conor Daly      | Ed Carpenter Racing | Chevrolet | 227,466     | 366,071      |
| 3    | 9   | Scott Dixon     | Chip Ganassi Racing | Honda     | 226,788     | 364,980      |

## Trainingstage

### Dienstag, 16. Mai
Regen (17 °C) den ganzen Tag über führte dazu, dass der Eröffnungstag des Trainings abgesagt werden musste.

### Mittwoch, 17. Mai
Wetter: meist bewölkt bei 22 °C
| Pos. | Nr. | Fahrer           | Team                   | Motor     | ø mph 1 Rd. | ø km/h 1 Rd. |
| ---- | --- | ---------------- | ---------------------- | --------- | ----------- | ------------ |
| 1    | 11  | Takuma Satō      | Chip Ganassi Racing    | Honda     | 229,439     | 369,246      |
| 2    | 9   | Scott Dixon      | Chip Ganassi Racing    | Honda     | 229,174     | 368,820      |
| 3    | 14  | Santino Ferrucci | A. J. Foyt Enterprises | Chevrolet | 228,977     | 368,503      |

### Donnerstag, 18. Mai
Wetter: teilweise bewölkt bei 23 °C
| Pos. | Nr. | Fahrer          | Team                | Motor | ø mph 1 Rd. | ø km/h 1 Rd. |
| ---- | --- | --------------- | ------------------- | ----- | ----------- | ------------ |
| 1    | 8   | Marcus Ericsson | Chip Ganassi Racing | Honda | 229,607     | 369,517      |
| 2    | 9   | Scott Dixon     | Chip Ganassi Racing | Honda | 229,186     | 368,839      |
| 3    | 60  | Simon Pagenaud  | Meyer Shank Racing  | Honda | 228,681     | 368,026      |

### Freitag, 19. Mai
Wetter: bewölkt und windig bei 27 °C
Für das Training am Freitag durften die Teams den Turboladedruck auf den Qualifikationswert von 1,5 Bar erhöhen, was zu höheren Geschwindigkeiten führte. Takuma Satō fuhr sowohl die schnellste Einzelrunde als auch den schnellsten Vier-Runden-Durchschnitt, der auch in der Qualifikation angewendet wird. In der Nacht auf Samstag wurde bei den Autos von Scott Dixon und Alex Palou (beide Chip Ganassi Racing) die Motoren gewechselt. Da Callum Ilott (Juncos Hollinger Racing) mit dem Fahrverhalten seines Wagens nicht zufrieden war, wurde das Ersatzchassis aufgebaut. Jack Harvey (Rahal Letterman Lanigan Racing) hatte kurz vor Trainingsende einen Motorschaden zu beklagen.
| Pos. | Nr. | Fahrer         | Team                                                  | Motor     | ø mph 4 Rd. | ø km/h 4 Rd. |
| ---- | --- | -------------- | ----------------------------------------------------- | --------- | ----------- | ------------ |
| 1    | 11  | Takuma Satō    | Chip Ganassi Racing                                   | Honda     | 234,753     | 377,798      |
| 2    | 98  | Marco Andretti | Andretti Autosport / Herta Autosport & Curb-Agajanian | Honda     | 234,202     | 376,912      |
| 3    | 21  | Rinus VeeKay   | Ed Carpenter Racing                                   | Chevrolet | 234,171     | 376,862      |

## Qualifikation

### Samstag, 20. Mai: erster von zwei Tagen
Wetter: leicht bewölkt, windig bei 19 °C
Am ersten Tag geht es um die ersten 12 Plätze, diese kommen am Sonntag in die Top-12-Qualifikation. Die sechs schnellsten Fahrzeuge (Fast Six Qualifying) fahren um die ersten drei Startreihen und die Pole Position. Die letzten fünft Fahrer der Samstags-Qualifikation fahren am Sonntag um die letzte Startreihe (Last Chance Qualifying), ein Pilot kann sich nicht qualifizieren, da zum Rennen nur 33 Autos zugelassen werden. Die Positionen 13 bis 30 haben ihren Startplatz gesichert.
Die Arrow McLaren SP Fahrer Felix Rosenqvist und Alexander Rossi fuhren die besten Vier-Runden-Durchschnitte mit 376,501 und 375,947 km/h. Der Däne Benjamin Pedersen (A. J. Foyt Racing) kam auf den guten 11. Rang und war bester Rookie. Katherine Legge (Rahal Letterman Lanigan Racing), die einzige Frau am Start, qualifizierte sich auf dem 30. Platz.
| Pos.                        | Nr.                  | Fahrer               | Team                                                                   | Motor                | ø mph 4 Rd.          | ø km/h 4 Rd.         |
| Top 12 Qualifikanten        | Top 12 Qualifikanten | Top 12 Qualifikanten | Top 12 Qualifikanten                                                   | Top 12 Qualifikanten | Top 12 Qualifikanten | Top 12 Qualifikanten |
| --------------------------- | -------------------- | -------------------- | ---------------------------------------------------------------------- | -------------------- | -------------------- | -------------------- |
| 1                           | 6                    | Felix Rosenqvist     | Arrow McLaren SP                                                       | Chevrolet            | 233,947              | 376,501              |
| 2                           | 7                    | Alexander Rossi      | Arrow McLaren SP                                                       | Chevrolet            | 233,528              | 375,827              |
| 3                           | 10                   | Alex Palou           | Chip Ganassi Racing                                                    | Honda                | 233,398              | 375,618              |
| 4                           | 21                   | Rinus VeeKay         | Ed Carpenter Racing                                                    | Chevrolet            | 233,395              | 375,613              |
| 5                           | 9                    | Scott Dixon          | Chip Ganassi Racing                                                    | Honda                | 233,375              | 375,581              |
| 6                           | 66                   | Tony Kanaan          | Arrow McLaren SP                                                       | Chevrolet            | 233,347              | 375,536              |
| 7                           | 11                   | Takuma Satō          | Chip Ganassi Racing                                                    | Honda                | 233,322              | 375,495              |
| 8                           | 5                    | Pato O’Ward          | Arrow McLaren SP                                                       | Chevrolet            | 233,252              | 375,383              |
| 9                           | 14                   | Santino Ferrucci     | A. J. Foyt Racing                                                      | Chevrolet            | 233,147              | 375,214              |
| 10                          | 8                    | Marcus Ericsson      | Chip Ganassi Racing                                                    | Honda                | 233,030              | 375,025              |
| 11                          | 55                   | Benjamin Pedersen    | A. J. Foyt Racing                                                      | Chevrolet            | 232,739              | 374,557              |
| 12                          | 12                   | Will Power           | Team Penske                                                            | Chevrolet            | 232,719              | 374,525              |
| Positionen 13 – 30          |                      |                      |                                                                        |                      |                      |                      |
| 13                          | 33                   | Ed Carpenter         | Ed Carpenter Racing                                                    | Chevrolet            | 232,689              | 374,477              |
| 14                          | 3                    | Scott McLaughlin     | Team Penske                                                            | Chevrolet            | 232,677              | 374,457              |
| 15                          | 27                   | Kyle Kirkwood        | Andretti Autosport                                                     | Honda                | 232,662              | 374,433              |
| 16                          | 20                   | Conor Daly           | Ed Carpenter Racing                                                    | Chevrolet            | 232,433              | 374,065              |
| 17                          | 2                    | Josef Newgarden      | Team Penske                                                            | Chevrolet            | 232,402              | 374,015              |
| 18                          | 23                   | Ryan Hunter-Reay     | Dreyer & Reinbold Racing                                               | Chevrolet            | 232,133              | 373,582              |
| 19                          | 28                   | Romain Grosjean      | Andretti Autosport                                                     | Honda                | 231,997              | 373,363              |
| 20                          | 06                   | Hélio Castroneves    | Meyer Shank Racing                                                     | Honda                | 231,954              | 373,294              |
| 21                          | 26                   | Colton Herta         | Andretti Autosport / Curb-Agajanian                                    | Honda                | 231,951              | 373,289              |
| 22                          | 60                   | Simon Pagenaud       | Meyer Shank Racing                                                     | Honda                | 231,878              | 373,171              |
| 23                          | 18                   | David Malukas        | Dale Coyne Racing / HMD Motorsports                                    | Honda                | 231,769              | 372,996              |
| 24                          | 98                   | Marco Andretti       | Andretti Autosport / Herta Autosport / Marco Andretti & Curb-Agajanian | Honda                | 231,682              | 372,856              |
| 25                          | 24                   | Stefan Wilson        | Dreyer & Reinbold Racing / Cusick Motorsports                          | Chevrolet            | 231,648              | 372,801              |
| 26                          | 29                   | Devlin DeFrancesco   | Andretti Steinbrenner Autosport                                        | Honda                | 231,353              | 372,327              |
| 27                          | 78                   | Agustín Canapino     | Juncos Hollinger Racing                                                | Chevrolet            | 231,320              | 372,273              |
| 28                          | 77                   | Callum Ilott         | Juncos Hollinger Racing                                                | Chevrolet            | 231,182              | 372,051              |
| 29                          | 50                   | R. C. Enerson        | Abel Motorsports                                                       | Chevrolet            | 231,129              | 371,966              |
| 30                          | 44                   | Katherine Legge      | Rahal Letterman Lanigan Racing                                         | Honda                | 231,070              | 371,871              |
| Qualifikation letzte Chance |                      |                      |                                                                        |                      |                      |                      |
| 31                          | 45                   | Christian Lundgaard  | Rahal Letterman Lanigan Racing                                         | Honda                | keine Zeit           |                      |
| 32                          | 51                   | Sting Ray Robb       | Dale Coyne Racing / Rick Ware Racing                                   | Honda                | keine Zeit           |                      |
| 33                          | 30                   | Jack Harvey          | Rahal Letterman Lanigan Racing                                         | Honda                | keine Zeit           |                      |
| 34                          | 15                   | Graham Rahal         | Rahal Letterman Lanigan Racing                                         | Honda                | Keine Zeit           |                      |

### Sonntag, 21. Mai: zweiter von zwei Tagen

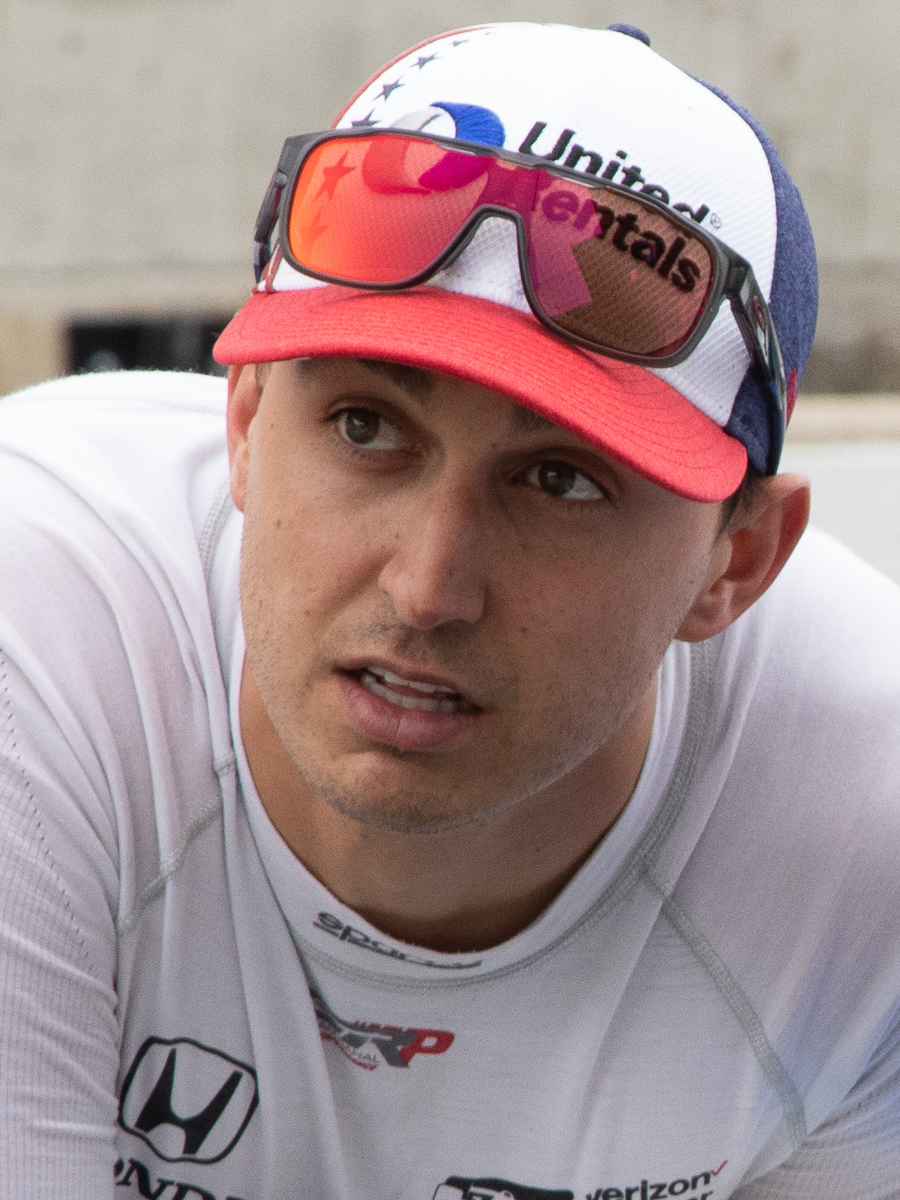
Graham Rahal startet als Ersatz für Stefan Wilson

Wetter: schön, leichter Wind bei 25 °C

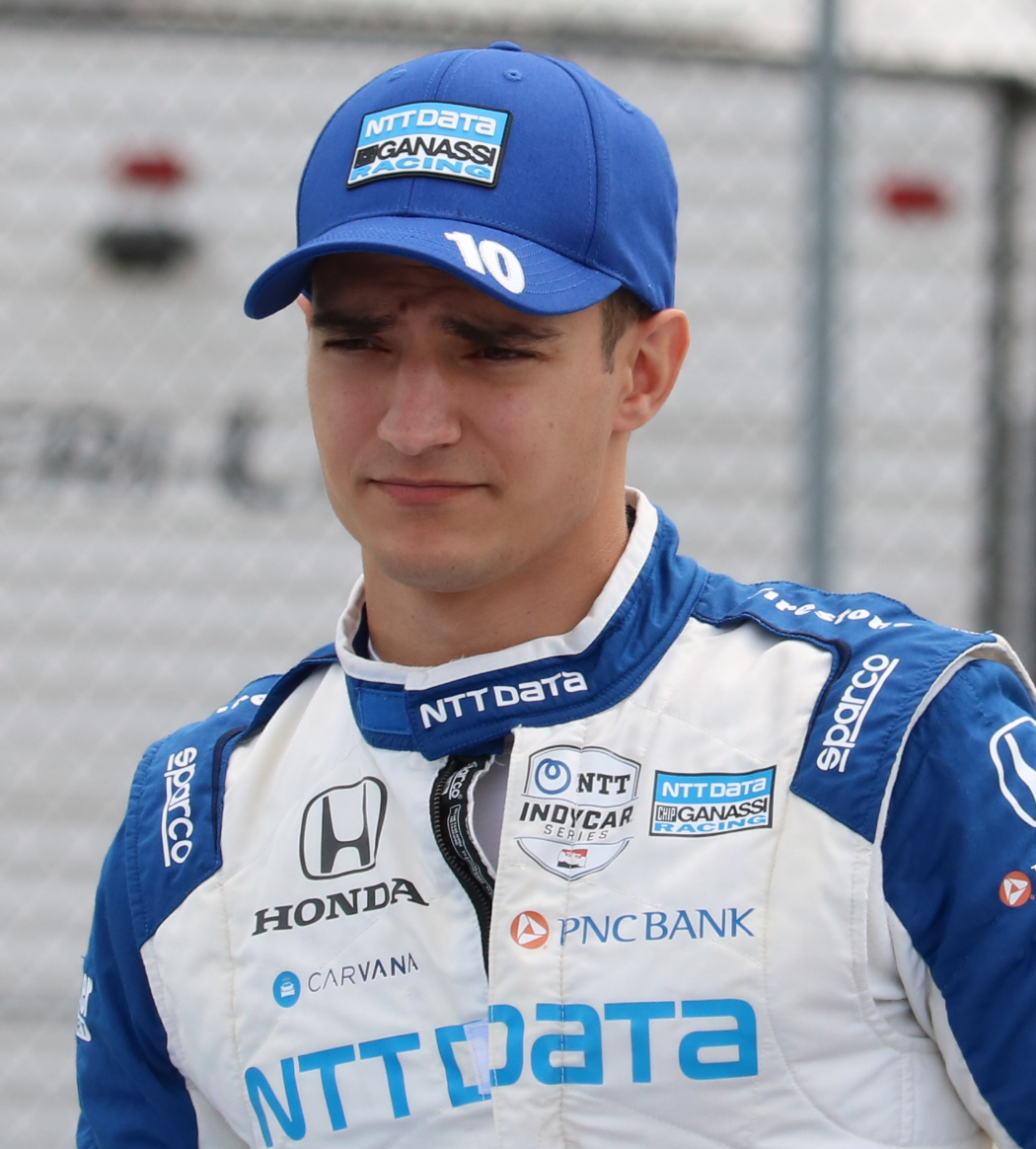
Pole Position für Alex Palou beim Indy 500

| Pos.                 | Nr.                  | Fahrer               | Team                 | Motor                | ø mph 4 Rd.          | ø km/h 4 Rd.         |
| Top 12 Qualifikanten | Top 12 Qualifikanten | Top 12 Qualifikanten | Top 12 Qualifikanten | Top 12 Qualifikanten | Top 12 Qualifikanten | Top 12 Qualifikanten |
| Top 6 Qualifikanten  | Top 6 Qualifikanten  | Top 6 Qualifikanten  | Top 6 Qualifikanten  | Top 6 Qualifikanten  | Top 6 Qualifikanten  | Top 6 Qualifikanten  |
| -------------------- | -------------------- | -------------------- | -------------------- | -------------------- | -------------------- | -------------------- |
| 1                    | 6                    | Felix Rosenqvist     | Arrow McLaren SP     | Chevrolet            | 234,081              | 376,717              |
| 2                    | 14                   | Santino Ferrucci     | A. J. Foyt Racing    | Chevrolet            | 233,911              | 376,443              |
| 3                    | 21                   | Rinus VeeKay         | Ed Carpenter Racing  | Chevrolet            | 233,801              | 376,266              |
| 4                    | 10                   | Alex Palou           | Chip Ganassi Racing  | Honda                | 233,779              | 376,231              |
| 5                    | 9                    | Scott Dixon          | Chip Ganassi Racing  | Honda                | 233,430              | 375,669              |
| 6                    | 5                    | Pato O’Ward          | Arrow McLaren SP     | Chevrolet            | 233,229              | 375,346              |
| Positionen 7–12      |                      |                      |                      |                      |                      |                      |
| 7                    | 7                    | Alexander Rossi      | Arrow McLaren SP     | Chevrolet            | 233,110              | 375,154              |
| 8                    | 11                   | Takuma Satō          | Chip Ganassi Racing  | Honda                | 233,098              | 375,135              |
| 9                    | 66                   | Tony Kanaan          | Arrow McLaren SP     | Chevrolet            | 233,076              | 375,099              |
| 10                   | 8                    | Marcus Ericsson      | Chip Ganassi Racing  | Honda                | 232,889              | 374,799              |
| 11                   | 55                   | Benjamin Pedersen    | A. J. Foyt Racing    | Chevrolet            | 232,671              | 374,448              |
| 12                   | 12                   | Will Power           | Team Penske          | Chevrolet            | 232,635              | 374,390              |

| Pos.                        | Nr.                         | Fahrer                      | Team                                 | Motor                       | ø mph 4 Rd.                 | ø km/h 4 Rd.                |
| Qualifikanten letzte Chance | Qualifikanten letzte Chance | Qualifikanten letzte Chance | Qualifikanten letzte Chance          | Qualifikanten letzte Chance | Qualifikanten letzte Chance | Qualifikanten letzte Chance |
| --------------------------- | --------------------------- | --------------------------- | ------------------------------------ | --------------------------- | --------------------------- | --------------------------- |
| 31                          | 45                          | Christian Lundgaard         | Rahal Letterman Lanigan Racing       | Honda                       | 229,649                     | 369,584                     |
| 32                          | 51                          | Sting Ray Robb              | Dale Coyne Racing / Rick Ware Racing | Honda                       | 229,549                     | 369,423                     |
| 33                          | 30                          | Jack Harvey                 | Rahal Letterman Lanigan Racing       | Honda                       | 229,166                     | 368,807                     |
| nicht qualifiziert          |                             |                             |                                      |                             |                             |                             |
| 34                          | 15                          | Graham Rahal                | Rahal Letterman Lanigan Racing       | Honda                       | 229,159                     | 368,796                     |

| Pos.                | Nr.                 | Fahrer              | Team                | Motor               | ø mph 4 Rd.         | ø km/h 4 Rd.        |
| Top 6 Qualifikanten | Top 6 Qualifikanten | Top 6 Qualifikanten | Top 6 Qualifikanten | Top 6 Qualifikanten | Top 6 Qualifikanten | Top 6 Qualifikanten |
| ------------------- | ------------------- | ------------------- | ------------------- | ------------------- | ------------------- | ------------------- |
| 1                   | 10                  | Alex Palou          | Chip Ganassi Racing | Honda               | 234,217             | 376,936             |
| 2                   | 21                  | Rinus VeeKay        | Ed Carpenter Racing | Chevrolet           | 234,211             | 376,926             |
| 3                   | 6                   | Felix Rosenqvist    | Arrow McLaren SP    | Chevrolet           | 234,114             | 376,770             |
| 4                   | 14                  | Santino Ferrucci    | A. J. Foyt Racing   | Chevrolet           | 233,661             | 376,041             |
| 5                   | 5                   | Pato O’Ward         | Arrow McLaren SP    | Chevrolet           | 233,158             | 375,231             |
| 6                   | 9                   | Scott Dixon         | Chip Ganassi Racing | Honda               | 233,151             | 375,220             |

## Trainingstage

### Montag, 22. Mai: Training nach der Qualifikation
Wetter: bewölkt bei 27 °C
Für das Training nach der Qualifikation waren zwei Stunden eingeplant. Um 14:11 Uhr kollidierte Katherine Legge mit Stefan Wilson, nachdem vorausfahrende Autos in Kurve 1 unerwartet langsamer wurden. Beide Fahrer verloren die Kontrolle über ihre Fahrzeuge und prallten gegen die Außenmauer. Legge wurde bei dem Unfall nicht verletzt, Wilson musste zur Untersuchung ins Krankenhaus gebracht werden. Am Montagabend veröffentlichte Dreyer & Reinbold Racing eine Pressemitteilung, in der es hieß, Wilson habe sich bei dem Unfall einen Wirbelbruch zugezogen und werde am Sonntag das Rennen nicht bestreiten können. Am Dienstag, den 23. Mai, wurde Graham Rahal, der sich am Sonntag nicht qualifizieren konnte fürs Rennen, als Wilsons Ersatz benannt.
| Pos. | Nr. | Fahrer      | Team                | Motor     | ø mph 1 Rd. | ø km/h 1 Rd. |
| ---- | --- | ----------- | ------------------- | --------- | ----------- | ------------ |
| 1    | 12  | Will Power  | Team Penske         | Chevrolet | 229,222     | 368,897      |
| 2    | 9   | Scott Dixon | Chip Ganassi Racing | Honda     | 229,184     | 368,836      |
| 3    | 11  | Takuma Satō | Chip Ganassi Racing | Honda     | 228,382     | 367,545      |

### Freitag, 26. Mai: letztes Training vor dem Rennen(Carb Day)
Wetter: sonnig bei 22 °C
Das letzte Training vor dem Rennen fand bei sonnigem Wetter statt. Mit 89 Runden war Josef Newgarden (Team Penske) am fleissigsten unterwegs. Zwischenfälle gab es glücklicherweise nur kleine, so hatte Devlin DeFrancesco einen Reifenschaden und Katherine Legge (Rahal Letterman Lanigan Racing) verlor beim Verlassen der Box eine Radmutter. Beide konnten einen Unfall vermeiden. Mit einer Durchschnittsgeschwindigkeit von 366,697 km/h war der zweimalige Sieger des Indy 500 Takuma Satō (Chip Ganassi Racing) schnellster.
| Pos. | Nr. | Fahrer      | Team                | Motor     | ø mph 1 Rd. | ø km/h 1 Rd. |
| ---- | --- | ----------- | ------------------- | --------- | ----------- | ------------ |
| 1    | 11  | Takuma Satō | Chip Ganassi Racing | Honda     | 227,855     | 366,697      |
| 2    | 9   | Scott Dixon | Chip Ganassi Racing | Honda     | 227,285     | 365,780      |
| 3    | 12  | Will Power  | Team Penske         | Chevrolet | 226,953     | 365.245      |

Der alljährliche Boxenstopp-Wettbewerb war nach Abschluss des Carb Day-Trainings angesetzt. Dies war eine absolute Unterhaltungsveranstaltung für die Zuschauer. 16 Team-Mannschaften waren am Vortag für den Wettbewerb angekündigt worden. Chip Ganassi Racing gewann mit dem Auto von Scott Dixon und besiegte das Team Penske mit dem Fahrzeug von Will Power im Best-of-Three-Finale. Es war der vierte Sieg für Chip Ganassi Racing sowie der vierte für Dixon.

## Startaufstellung
| Reihe | Innen | Innen              | Mitte | Mitte             | Außen | Außen               |
| ----- | ----- | ------------------ | ----- | ----------------- | ----- | ------------------- |
| 1     | 10    | Alex Palou         | 21    | Rinus VeeKay      | 6     | Felix Rosenqvist    |
| 2     | 14    | Santino Ferrucci   | 5     | Pato O’Ward       | 9     | Scott Dixon         |
| 3     | 7     | Alexander Rossi    | 11    | Takuma Satō       | 66    | Tony Kanaan         |
| 4     | 8     | Marcus Ericsson    | 55    | Benjamin Pedersen | 12    | Will Power          |
| 5     | 33    | Ed Carpenter       | 3     | Scott McLaughlin  | 27    | Kyle Kirkwood       |
| 6     | 20    | Conor Daly         | 2     | Josef Newgarden   | 23    | Ryan Hunter-Reay    |
| 7     | 28    | Romain Grosjean    | 06    | Hélio Castroneves | 26    | Colton Herta        |
| 8     | 60    | Simon Pagenaud     | 18    | David Malukas     | 98    | Marco Andretti      |
| 9     | 29    | Devlin DeFrancesco | 78    | Agustín Canapino  | 77    | Callum Ilott        |
| 10    | 50    | R. C. Enerson      | 44    | Katherine Legge   | 45    | Christian Lundgaard |
| 11    | 51    | Sting Ray Robb     | 30    | Jack Harvey       | 24    | Graham Rahal        |

## Rennen

### Bericht
Schon vor dem Start hatte Graham Rahal Probleme mit der Batterie seines Autos. Seine Mechaniker wechselten die Batterie, Rahal konnte mit zwei Runden Rückstand das Rennen aufnehmen. Beim Start übernahm Alex Palou die Führung vor Rinus VeeKay, Felix Rosenqvist und Scott Dixon.
Nach 29 Runden bekam Dixon Probleme mit den Reifen, hatte starke Vibrationen und musste den ersten Boxenstopp einlegen. Zuvor hatte er schon viel Zeit verloren und fiel bis auf den 16. Rang zurück. Kurz darauf folgten die ersten geplanten Boxenstopps, vorne änderte sich nichts an der Reihenfolge, Santino Ferrucci rückte auf den dritten Platz vor. Die einzige Frau im Starterfeld Katherine Legge verlor beim Verlassen der Box die Kontrolle über ihr Fahrzeug und prallte linksseitig in die Mauer. Legge konnte zwar kurzzeitig das Rennen wieder aufnehmen, musste dann aber aufgeben.
Die zweite Boxenstopp-Sequenz begann in Runde 60. Die Arrow McLaren SP Teamkollegen Rosenqvist und Pato O’Ward übernahmen die Führung, da sie besser mit dem Treibstoff haushalteten. O’Ward und Rosenqvist konnten den Boxenstopp hinauszögern und tauschten im Verlauf des Stints die Führung mehrmals untereinander.

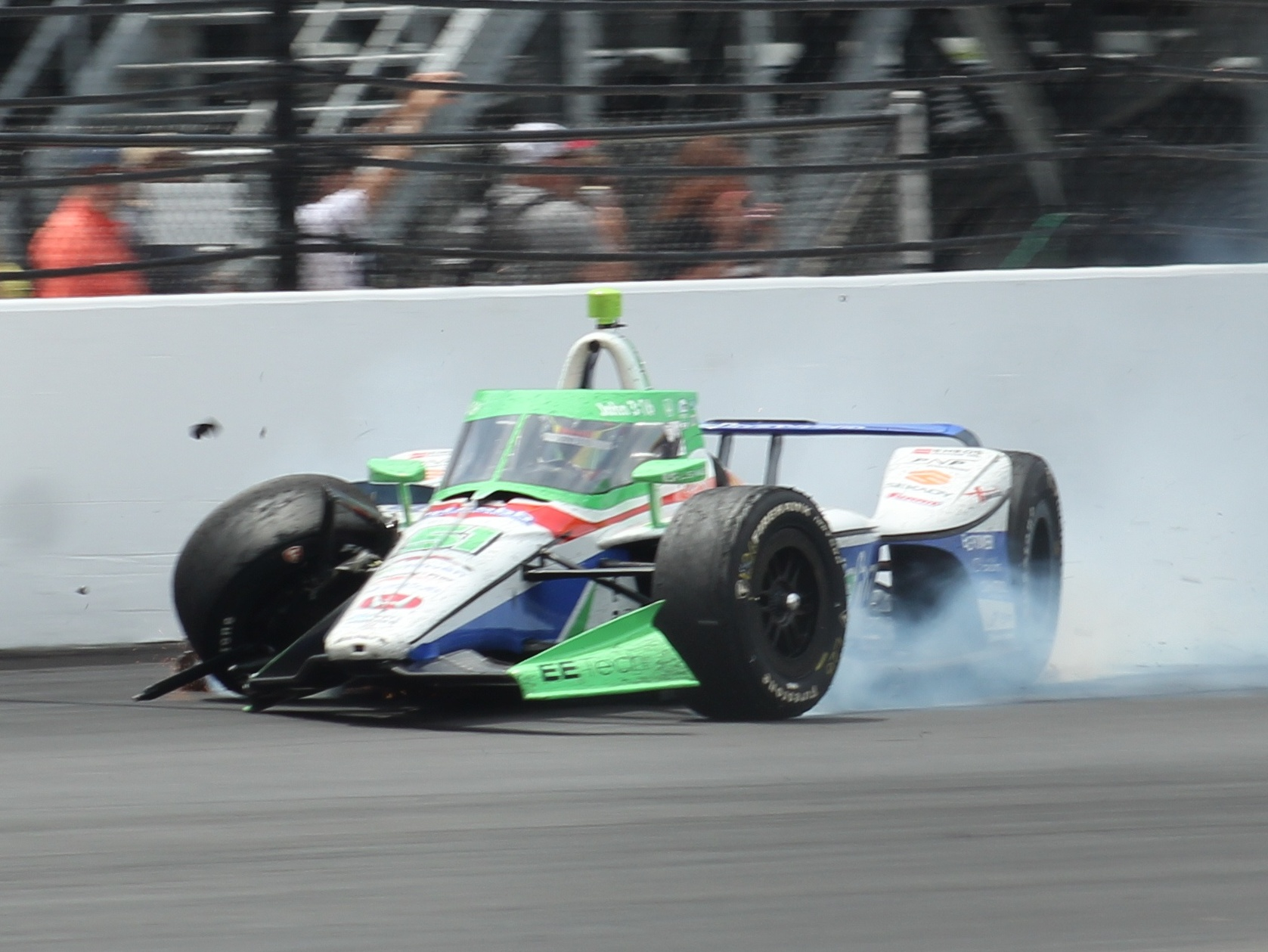
Sting Ray Robb im Auto von Dale Coyne Racing

Die erste Gelbphase kam in Runde 91, als Sting Ray Robb gegen die Außenwand von Kurve 1 prallte, nachdem er von Rahal überholt wurde. Robb blieb bei dem Unfall unverletzt. Die meisten Fahrer nutzten die Gelbphase für den zweiten Boxenstopp. Beim Verlassen der Box verlor Rinus VeeKay die Kontrolle über sein Auto, drehte sich und erfasste Alex Palou. Beide konnten zwar das Rennen fortsetzen, Palou fiel aber weit zurück da er anschließend einen zusätzlichen Stopp einlegen musste, um den Frontspoiler zu wechseln. VeeKay bekam eine Strafe und fiel ebenfalls zurück. Daraufhin folgten die dritten Boxenstopps, Callum Ilott übernahm für einige Runden die Führung, da er länger auf der Strecke blieb als die Konkurrenz. In Runde 100 wurde das Rennen wieder freigegeben und Rosenqvist, O’Ward und Ferrucci überholten Ilott. Weiter hinten im Fahrerfeld zeigten Marcus Ericsson und Josef Newgarden einen guten Neustart und rückten mehrere Plätze vor, sie belegten den fünften und sechsten Platz. Da der zuvor ausgeführte Boxenstopp etwas zu früh kam bei den meisten Teams wegen der Gelbphase, mussten die Fahrer das Tempo etwas zurücknehmen und Treibstoff sparen. So kamen sie wieder in das strategisch geplante Tankfenster hinein. Ab Runde 132 folgten die zweitletzten Stopps. O’Wards Boxenstopp misslang und er verlor an Zeit. Newgarden und Ericsson verließen die Boxen auf Rang zwei und drei, kurz darauf überholten beide den führenden Rosenqvist. Alexander Rossi rückte auf den vierten Platz vor, Ferrucci war Fünfter.
Die zweite Gelbphase erfolgte in Runde 149, als Romain Grosjean in Kurve 2 die Kontrolle über seinen Wagen verlor und gegen die Außenwand prallte. Bei O’Ward entschied man sich zu einem Boxenstopp, da es beim Auftanken des vorhergehenden Stopps Probleme gab. Das Rennen wurde in Runde 156 wieder freigegeben, wobei Newgarden die Führung von Ericsson übernahm, bevor beide eine Runde später von Ferrucci überholt wurden. Rosenqvist und Rossi belegten die Plätze fünf und sechs, Kyle Kirkwood rückte auf den sechsten Platz vor und Palou auf den siebten Rang.
In der 169. Runde begann die letzte Boxenstoppserie. Danach führte Ericsson vor Rosenqvist und Newgarden, die Führung wechselte mehrmals. Newgarden überholte in Runde 184 Rosenqvist, dieser rutschte in der ersten Kurve und schlug an die Außenmauer. Rosenqvist verlor daraufhin in Kurve 2 die Kontrolle über sein Fahrzeug gänzlich und drehte sich. Kirkwood hatte keine Chance zum Ausweichen und fuhr in das linke Hinterrad von Rosenqvist, Kirkwood prallte heftig gegen die Außenmauer, überschlug sich und blieb kopfüber liegen. Das getroffene Hinterrad flog quer durch die Luft, über die Fangzäune, an einer vollbesetzten Zuschauertribüne vorbei auf einen Parkplatz neben der Rennstrecke. Das Rad landete schließlich auf einem leeren Personenwagen. Nur mit sehr viel Glück blieben Zuschauer und Fahrer unverletzt bei diesem Unfall. Da die Aufräumarbeiten länger dauerten wurde das Rennen mit der roten Flagge unterbrochen.
Nach dem Restart in der 192. Runde überholte Newgarden den führenden Ericsson sowie O’Ward, dieser versuchte Ericsson zu überholen in Kurve 3, verlor die Kontrolle über sein Fahrzeug und schlug an die äußere Streckenbegrenzung. Eine Kettenreaktion folgte, Scott McLaughlin und Simon Pagenaud kollidierten, Agustín Canapino wollte McLaughlin ausweichen, kam aufs Gras und traf das Auto von O’Ward. Auch bei diesem Unfall wurde niemand verletzt, das Rennen wurde erneut unterbrochen. Zum Zeitpunkt der zweiten Roten Flagge führte Newgarden vor Ericsson und Ferrucci.
In Runde 196 startete das Rennen erneut, Ericsson überholte gleich Newgarden. Da ereignete sich bereits wieder ein Unfall, in den Christian Lundgaard, Ed Carpenter, Benjamin Pedersen, Graham Rahal und Marco Andretti involviert waren. Die Rennleitung entschied, das Rennen zum dritten Mal mit der roten Flagge zu unterbrechen, das erste Mal in der Geschichte des Indianapolis 500, dass es drei rote Flaggen gab im gleichen Rennen. Da es nur noch zwei Runden zu fahren gab, erfolgte der Restart, sobald die Startlinie für die letzte Runde überfahren wird.
So musste die letzte und 200. Runde über den Sieg entscheiden. Ericsson bog vor Newgarden in die erste Kurve, Newgarden kam besser aus der zweiten Kurve und konnte Ericsson auf der Gegengerade überholen. Newgarden gewann zum ersten Mal in seiner Karriere das 500-Meilen-Rennen von Indianapolis. Für das Team Penske war es der 19. Indy-Sieg und seit 2016 hatte kein US-Amerikaner mehr gewonnen.

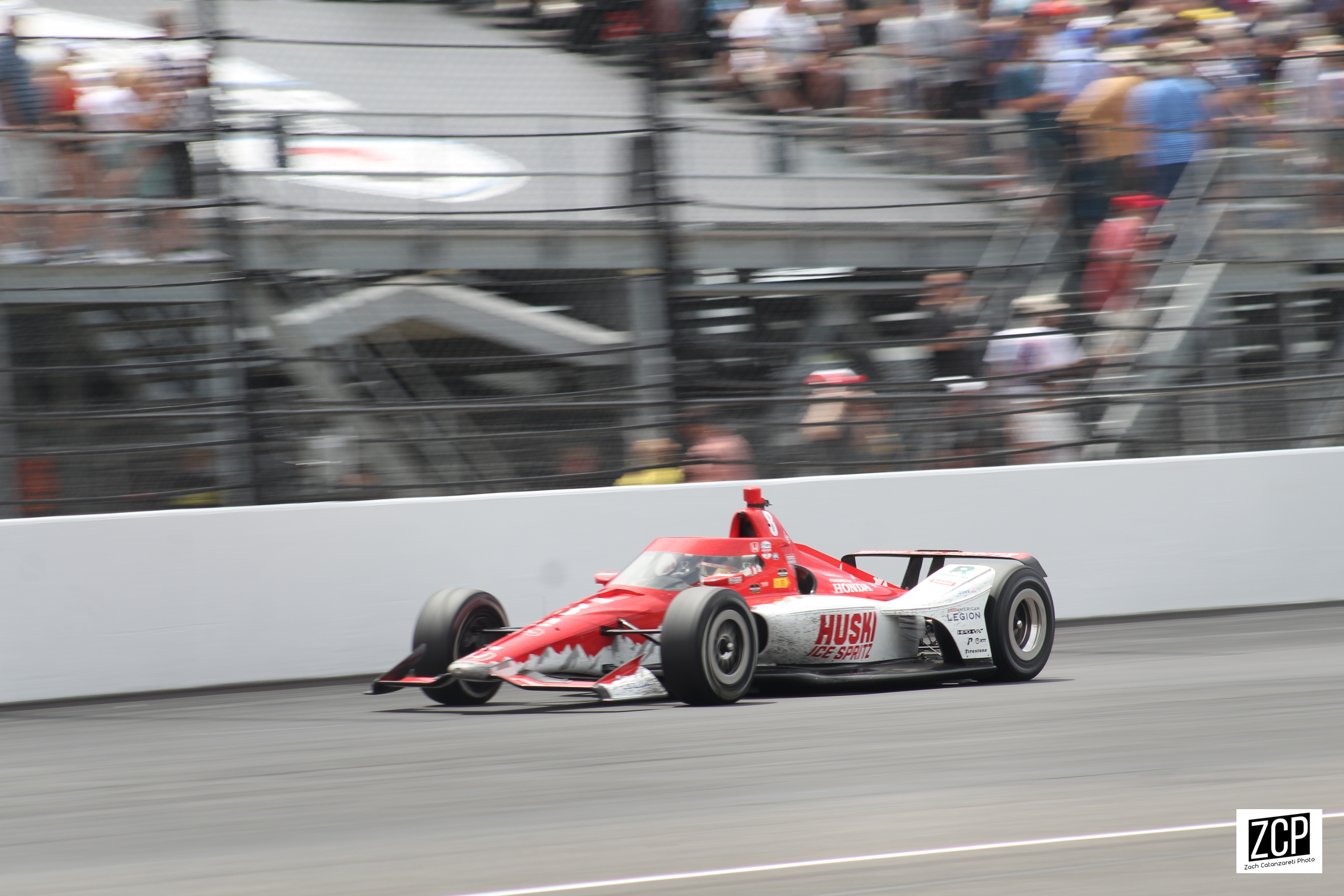
Marcus Ericsson in Indianapolis 2023

### Endergebnis

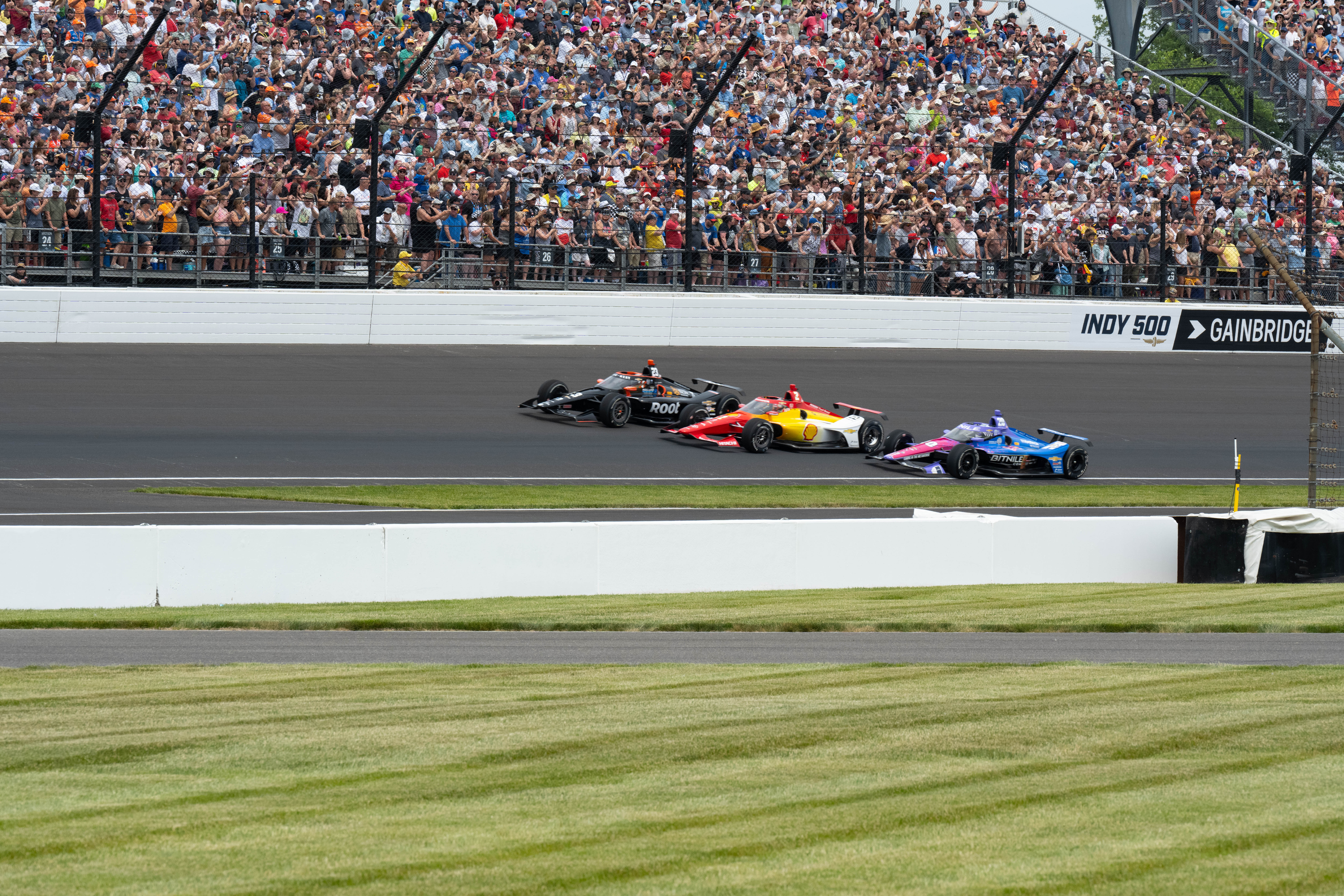
Josef Newgarden (Mitte) in Indianapolis 2023

| Pos. | Nr. | Fahrer                | Team                                                                 | Motor     | Runden | Zeit/Rückstand | Boxenstopps | Start | Führungsrunden | Punkte |
| ---- | --- | --------------------- | -------------------------------------------------------------------- | --------- | ------ | -------------- | ----------- | ----- | -------------- | ------ |
| 1    | 2   | Josef Newgarden       | Team Penske                                                          | Chevrolet | 200    | 2:58:21.9611   | 5           | 17    | 5              | 51     |
| 2    | 8   | Marcus Ericsson (W)   | Chip Ganassi Racing                                                  | Honda     | 200    | 0.0974         | 5           | 10    | 30             | 44     |
| 3    | 14  | Santino Ferrucci      | A. J. Foyt Racing                                                    | Chevrolet | 200    | 0.5273         | 5           | 4     | 11             | 45     |
| 4    | 10  | Alex Palou            | Chip Ganassi Racing                                                  | Honda     | 200    | 0.7638         | 6           | 1     | 36             | 45     |
| 5    | 7   | Alexander Rossi (W)   | Arrow McLaren SP                                                     | Chevrolet | 200    | 0.9934         | 5           | 7     | 4              | 37     |
| 6    | 9   | Scott Dixon (W)       | Chip Ganassi Racing                                                  | Honda     | 200    | 1.4316         | 5           | 6     | 0              | 35     |
| 7    | 11  | Takuma Satō (W)       | Chip Ganassi Racing                                                  | Honda     | 200    | 1.5770         | 6           | 8     | 2              | 32     |
| 8    | 20  | Conor Daly            | Ed Carpenter Racing                                                  | Chevrolet | 200    | 1.8855         | 5           | 16    | 0              | 24     |
| 9    | 26  | Colton Herta          | Andretti Autosport / Curb-Agajanian                                  | Honda     | 200    | 2.2248         | 6           | 21    | 1              | 23     |
| 10   | 21  | Rinus VeeKay          | Ed Carpenter Racing                                                  | Chevrolet | 200    | 3.2648         | 6           | 2     | 24             | 32     |
| 11   | 23  | Ryan Hunter-Reay (W)  | Dreyer & Reinbold Racing                                             | Chevrolet | 200    | 3.4223         | 6           | 18    | 8              | 20     |
| 12   | 77  | Callum Ilott          | Juncos Hollinger Racing                                              | Chevrolet | 200    | 4.0470         | 6           | 27    | 5              | 19     |
| 13   | 29  | Devlin DeFrancesco    | Andretti Autosport / Steinbrenner Autosport                          | Honda     | 200    | 4.7432         | 5           | 25    | 0              | 17     |
| 14   | 3   | Scott McLaughlin      | Team Penske                                                          | Chevrolet | 200    | 5.0045         | 6           | 14    | 0              | 16     |
| 15   | 06  | Hélio Castroneves (W) | Meyer Shank Racing                                                   | Honda     | 200    | 5.4631         | 7           | 20    | 1              | 16     |
| 16   | 66  | Tony Kanaan (W)       | Arrow McLaren SP                                                     | Chevrolet | 200    | 5.7158         | 7           | 9     | 0              | 18     |
| 17   | 98  | Marco Andretti        | Andretti Autosport Herta Autosport / Marco Andretti & Curb-Agajanian | Honda     | 200    | 8.9800         | 6           | 24    | 0              | 13     |
| 18   | 30  | Jack Harvey           | Rahal Letterman Lanigan Racing                                       | Honda     | 199    | 1 Rd.          | 7           | 32    | 0              | 12     |
| 19   | 45  | Christian Lundgaard   | Rahal Letterman Lanigan Racing                                       | Honda     | 198    | 2 Rd.          | 8           | 30    | 0              | 11     |
| 20   | 33  | Ed Carpenter          | Ed Carpenter Racing                                                  | Chevrolet | 197    | Unfall         | 6           | 13    | 0              | 10     |
| 21   | 55  | Benjamin Pedersen (R) | A. J. Foyt Racing                                                    | Chevrolet | 196    | Unfall         | 7           | 11    | 0              | 11     |
| 22   | 24  | Graham Rahal          | Dreyer & Reinbold Racing                                             | Chevrolet | 195    | 5 Rd.          | 6           | 33    | 0              | 8      |
| 23   | 12  | Will Power (W)        | Team Penske                                                          | Chevrolet | 195    | 5 Rd.          | 6           | 12    | 1              | 9      |
| 24   | 5   | Pato O’Ward           | Arrow McLaren SP                                                     | Chevrolet | 192    | Unfall         | 6           | 5     | 39             | 17     |
| 25   | 60  | Simon Pagenaud (W)    | Meyer Shank Racing                                                   | Honda     | 192    | Unfall         | 5           | 22    | 0              | 5      |
| 26   | 78  | Agustín Canapino (R)  | Juncos Hollinger Racing                                              | Chevrolet | 192    | Unfall         | 6           | 26    | 0              | 5      |
| 27   | 6   | Felix Rosenqvist      | Arrow McLaren SP                                                     | Chevrolet | 183    | Unfall         | 5           | 3     | 33             | 16     |
| 28   | 27  | Kyle Kirkwood         | Andretti Autosport                                                   | Honda     | 183    | Unfall         | 5           | 15    | 0              | 5      |
| 29   | 18  | David Malukas         | Dale Coyne Racing / HMD Motorsports                                  | Honda     | 160    | Unfall         | 7           | 23    | 0              | 5      |
| 30   | 28  | Romain Grosjean       | Andretti Autosport                                                   | Honda     | 149    | Unfall         | 4           | 19    | 0              | 5      |
| 31   | 51  | Sting Ray Robb (R)    | Dale Coyne Racing / Rick Ware Racing                                 | Honda     | 90     | Unfall         | 2           | 31    | 0              | 5      |
| 32   | 50  | R. C. Enerson (R)     | Abel Motorsports                                                     | Chevrolet | 75     | Defekt         | 3           | 28    | 0              | 5      |
| 33   | 44  | Katherine Legge       | Rahal Letterman Lanigan Racing                                       | Honda     | 41     | Unfall         | 4           | 29    | 0              | 5      |

(R) Rookie (W) früherer Sieger / Reifen: alle Firestone / 5 Gelbphasen für insgesamt 27 Rd.

## Führungsrunden
| Fahrer            | Team                     | Anzahl |
| ----------------- | ------------------------ | ------ |
| Pato O’Ward       | Arrow McLaren SP         | 39     |
| Alex Palou        | Chip Ganassi Racing      | 36     |
| Felix Rosenqvist  | Arrow McLaren SP         | 33     |
| Marcus Ericsson   | Chip Ganassi Racing      | 30     |
| Rinus VeeKay      | Ed Carpenter Racing      | 24     |
| Santino Ferrucci  | A. J. Foyt Racing        | 11     |
| Ryan Hunter-Reay  | Dreyer & Reinbold Racing | 8      |
| Josef Newgarden   | Team Penske              | 5      |
| Callum Ilott      | Juncos Hollinger Racing  | 5      |
| Alexander Rossi   | Arrow McLaren SP         | 4      |
| Takuma Satō       | Chip Ganassi Racing      | 2      |
| Colton Herta      | Andretti Autosport       | 1      |
| Hélio Castroneves | Meyer Shank Racing       | 1      |
| Will Power        | Chip Ganassi Racing      | 1      |